# Laguna Niguel (Kalifornia)
Laguna Niguel – miasto w Stanach Zjednoczonych, w stanie Kalifornia, w hrabstwie Orange. Według spisu ludności przeprowadzonego przez United States Census Bureau, w roku 2010 miasto Laguna Niguel miało 62 979 mieszkańców.